# فیلیپ دیاز
فیلیپ دیاز (فرانسوی: Philippe Diaz‎) کارگردان، تهیه‌کننده، نویسنده، فیلم‌بردار و تدوین‌گر اهل فرانسه است. وی از سال ۱۹۸۰ میلادی تاکنون مشغول فعالیت بوده‌است.
از فیلم‌هایی که وی در آن‌ها نقش داشته‌است، می‌توان به خون ناپاک اشاره نمود.